# Републиката в пламък
„Републиката в пламък“ (на македонска литературна норма: Републиката во пламен) е игрален филм от Социалистическа Република Македония от 1969 година. Филмът е режисиран от Любиша Георгиевски и Йован Бошковски, а сценария е на Любиша Георгиевски. Главните роли се изпълняват от Драги Костовски (Никола Карев), Ристо Шишков (Питу Гули), Драгомир Фелба (Чавче), Илия Джувалековски, Петър Пърличко (Дойчин), Вукан Диневски (Сюлейман Али), Ирена Просен, Йелена Зигон, Стево Спасовски, Илия Милчин (Яя ефенди) и други.
Действието на филма се развива в началото на XX век в Македония, по време на Илинденското въстание, когато от страна на Вътрешната македоно-одринска революционна организация е обявена Крушевската република. Под напора на турските аскери повечето чети се изтеглят от града. Да защитава Крушево остава само четата на Питу Гули, която при Мечкин камен е избита в сражение с турците.